# ريبيكا راش
ريبيكا راش (بالإنجليزية: Rebecca Rush)‏ (1779 - 1850)؛ روائية أمريكية.